# Gencsy-kastély (Bonyhád)
A Perczel-kúria Bonyhádon, Tolna vármegyében található.
Az épületet Reitener Gyula budapesti műépítész tervei alapján építették 1909-ben.
A kastélypark védett természeti érték.